# Lijst van burgemeesters van Olst-Wijhe
Dit is een lijst van burgemeesters van de Nederlandse gemeente Olst-Wijhe in de provincie Overijssel die in 2001 ontstond door de fusie van de gemeenten Olst en Wijhe.
| Ambtsperiode | Naam burgemeester              | Partij of stroming | Bijzonderheden                                                                              |
| ------------ | ------------------------------ | ------------------ | ------------------------------------------------------------------------------------------- |
| 2001 - 2007  | Bert (Lambertus G.) Hinnen     | PvdA               | was waarnemend burgemeester van Wijhe, in 2001 vanwege een hartoperatie tijdelijk vervangen |
| 2001         | drs. Remmelt Lanning           | CDA                | waarnemend, oud-gedeputeerde van de provincie Overijssel                                    |
| 2007 - 2022  | Ton (A.G.J.) van Strien        | CDA                | was wethouder van de gemeente Houten                                                        |
| 2022 - 2024  | mr. Yvonne (Y.P.) van Mastrigt | PvdA               | waarnemend                                                                                  |
| 2024 - heden | mr. Sietske (S.A.E.) Poepjes   | CDA                | was gedeputeerde van de provincie Friesland                                                 |